# Grottes de Missirikoro
Les grottes de Missirikoro sont des rochers situés à une dizaine de kilomètres au sud-ouest de Sikasso.

## Présentation
Situées près du village de Missirikoro, les grottes du même nom désignent un monticule gréseux d'environ 80 mètres de hauteur.
Ces grottes sont un lieu de culte et de recueillement : elles sont utilisées à la fois comme une mosquée et un lieu de culte animiste (Missirikoro signifie « vieille mosquée » en bambara).
Les grottes de Missirikoro abritent plusieurs espèces de chauves-souris.